# Internationale Filmfestspiele von Venedig 2015

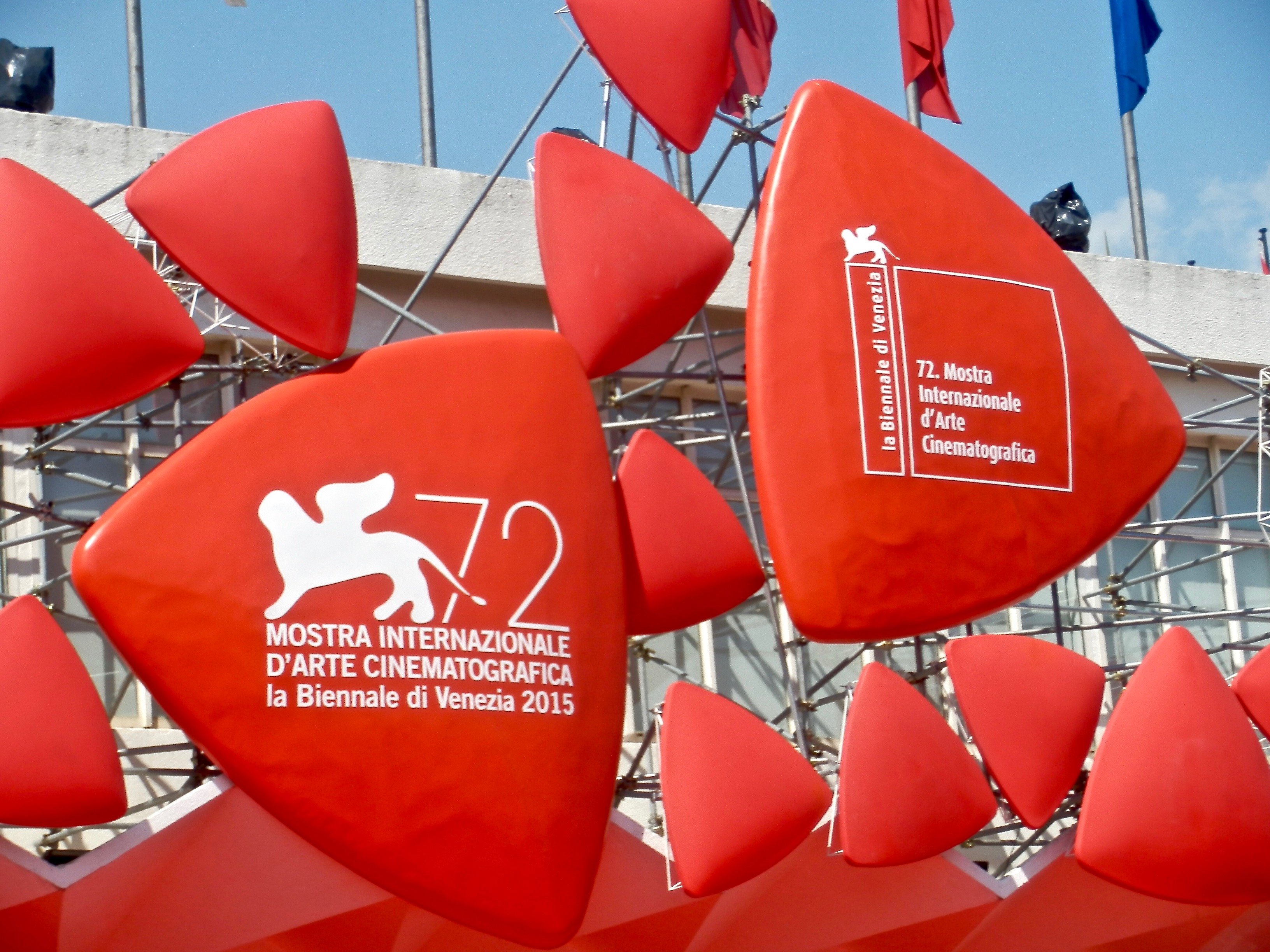
Impression der 72. Internationalen Filmfestspiele von Venedig

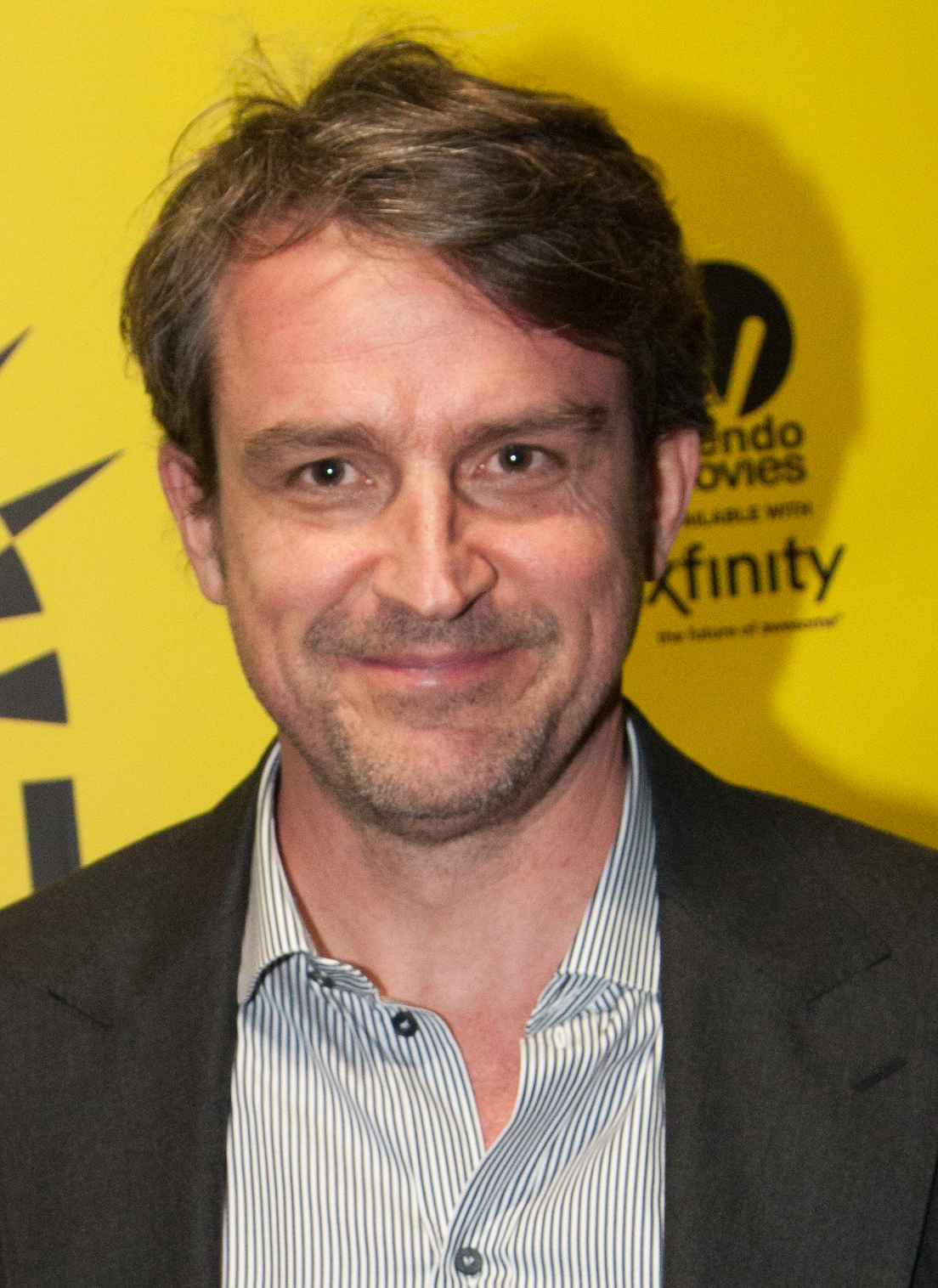
Lorenzo Vigas, Gewinner des Goldenen Löwen für Desde allá

Die 72. Internationalen Filmfestspiele von Venedig (italienisch 72. Mostra Internazionale d’Arte Cinematografica) fanden vom 2. bis 12. September 2015 statt. Sie zählen neben der Berlinale und den Internationalen Filmfestspielen von Cannes zu den drei bedeutendsten A-Festivals der Welt und standen zum vierten Mal unter der Leitung von Alberto Barbera.
Eröffnet wurden die Filmfestspiele mit Baltasar Kormákurs Everest, der im Wettbewerb um den Goldenen Löwen außer Konkurrenz gezeigt wurde. Den Hauptpreis des Wettbewerbs gewann Lorenzo Vigas’ Film Desde allá.
Mit Spezialpreisen geehrt wurden Bertrand Tavernier und Brian De Palma. Der französische Filmregisseur und Drehbuchautor Tavernier, der 1986 mit Um Mitternacht (Pasinetti-Preis) und 1992 mit Auf offener Straße zweimal vergeblich im Wettbewerb um den Hauptpreis konkurrierte, wurde mit dem Goldenen Löwen für das Lebenswerk eines Filmschaffenden geehrt. Einher geht diese Ehrung mit einem Posten als Gastleiter der Reihe Venezia Classici (Venice Classics), in der Tavernier eine Auswahl seltener, vergessener oder unterschätzter Filme präsentieren wird. Der amerikanische Filmregisseur Brian De Palma wurde mit einem Sonderpreis, dem Jaeger-LeCoultre Glory to the Filmmaker Award, geehrt. Er hatte viermal im Wettbewerb um den Goldenen Löwen konkurriert und 2007 für Redacted einen Silbernen Löwen erhalten. Einher ging die Auszeichnung mit der Uraufführung der Dokumentation De Palma von Noah Baumbach und Jake Paltrow.
Das offizielle Festivalplakat wurde Anfang Juni 2015 vorgestellt und ist dem Arthouse-Film gewidmet. Gezeichnet vom italienischen Animationsfilmer Simone Massi, steht im Vordergrund eine blonde Frau, die an Nastassja Kinski (Paris, Texas) erinnern soll. Im Bildhintergrund ist die Figur des Antoine Doinel (dargestellt von Jean-Pierre Léaud) zu sehen, basierend auf der letzten Einstellung aus François Truffauts Film Sie küßten und sie schlugen ihn (1959). Doinel hatte auch für das letztjährige Festivalplakat Pate gestanden. Sowohl das diesjährige Plakat als auch jene der zurückliegenden Jahrgänge 2012 bis 2014 sollen einen Mise-en-abyme-Effekt beim Betrachter erzielen und eine kleine Geschichte mit Referenzen an zahlreiche Filme erzählen.
2015, im 100. Geburtsjahr Mario Monicellis (1915–2010), erinnerten die Filmfestspiele mit der Aufführung einer restaurierten Fassung von Vogliamo i colonnelli (1973) und dem Kunstprojekt „Fantasmi“ an den Filmemacher. Für das Projekt überarbeitete Monicellis langjährige Lebensgefährtin, die Künstlerin Chiara Rapaccini (besser bekannt unter dem Künstlernamen „RAP“) unveröffentlichte Aufnahmen aus den 1960er- bis 1990er-Jahren, die den Filmemacher am Set zeigen. Monicelli hatte die Dokumente ursprünglich wegwerfen wollen.

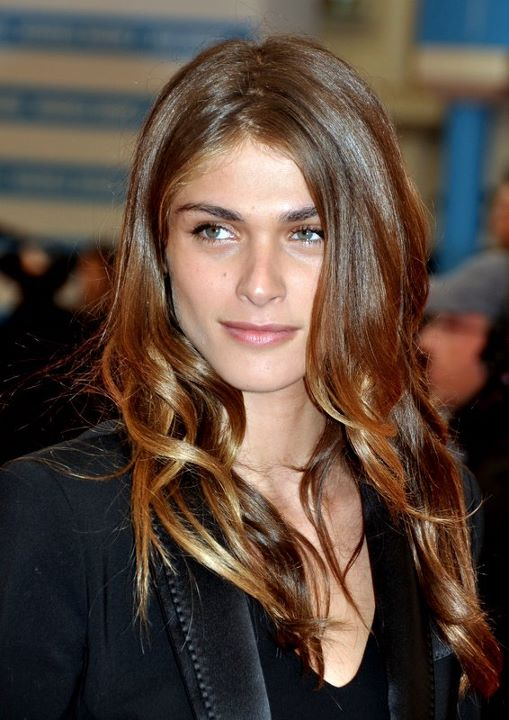
Moderatorin Elisa Sednaoui

Die italienisch-französische Schauspielerin Elisa Sednaoui wurde als Moderatorin für die Eröffnungs- und Abschlusszeremonie ausgewählt.

## Offizielle Sektionen

### Wettbewerb

#### Jury

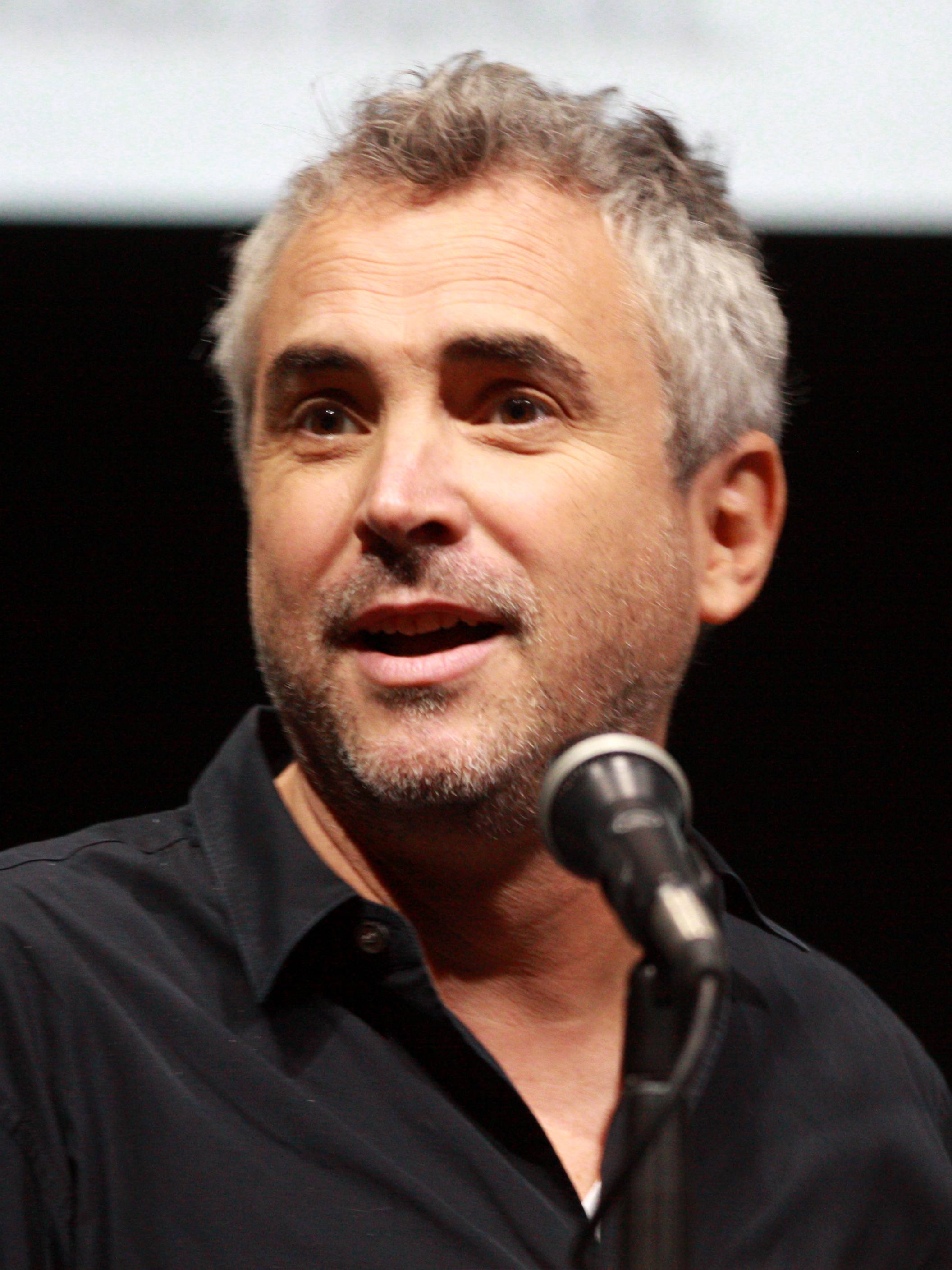
Jurypräsident Alfonso Cuarón

Jurypräsident der Filmfestspiele von Venedig 2015 war Alfonso Cuarón. Der Filmregisseur, Drehbuchautor und Produzent gehört gemeinsam mit seinen Landsleuten Alejandro González Iñárritu und Guillermo del Toro zu einer „neuen mexikanischen Welle“ in Hollywood. Er gewann für seinen Weltraum-Thriller Gravity, mit dem er 2013 das Festival außer Konkurrenz eröffnet hatte, u. a. den Regie-Oscar. Zweimal nahm Cuarón am Wettbewerb von Venedig teil, 2001 mit Y Tu Mamá También – Lust for Life (Drehbuchpreis) und 2006 mit Children of Men (Laterna-Magica-Preis).
Dem Jurypräsidenten stehen bei der Vergabe der Preise mehrere Jurymitglieder zur Seite. Es handelte sich fast ausschließlich um Filmschaffende:
- Elizabeth Banks – US-amerikanische Schauspielerin, Filmproduzentin und -regisseurin
- Emmanuel Carrère – französischer Schriftsteller, Drehbuchautor und Filmregisseur
- Nuri Bilge Ceylan – türkischer Filmregisseur und Drehbuchautor (Goldene Palme von Cannes 2014)
- Hou Hsiao-Hsien – taiwanischer Filmregisseur, Drehbuchautor und Filmproduzent (Goldener Löwe 1989, Regiepreis in Cannes 2015)
- Diane Kruger – deutsche Schauspielerin
- Francesco Munzi – italienischer Filmregisseur und Drehbuchautor (Teilnehmer am Wettbewerb 2014)
- Paweł Pawlikowski – polnischer Filmregisseur und Drehbuchautor (Oscar – Bester fremdsprachiger Film 2015)
- Lynne Ramsay – britische Filmregisseurin und Drehbuchautorin

#### Konkurrenten um den Goldenen Löwen
Das offizielle Programm für die 72. Auflage wurde während einer Pressekonferenz am 29. Juli 2015 im Grand Hotel Excelsior präsentiert.
| Film                                    | Regie                        | Land                                       | Darsteller (Auswahl) |
| --------------------------------------- | ---------------------------- | ------------------------------------------ | --- |
| 11 Minut (11 Minutes)                   | Jerzy Skolimowski            | Polen, Irland                              | Richard Dormer, Paulina Chapko, Wojciech Mecwaldowski, Dawid Ogrodnik, Andrzej Chyra                                              |
| Abluka – Jeder misstraut jedem (Abluka) | Emin Alper                   | Türkei, Frankreich, Katar                  | Mehmet Özgür, Berkay Ateş |
| Anomalisa                               | Charlie Kaufman Duke Johnson | Vereinigte Staaten                         | Animationsfilm |
| L’attesa                                | Piero Messina                | Italien, Frankreich                        | Juliette Binoche, Lou de Laâge, Giorgio Colangeli, Domenico Diele, Antonio Folletto, Giovanni Anzaldo                             |
| Beasts of No Nation                     | Cary Joji Fukunaga           | Vereinigte Staaten                         | Idris Elba, Abraham Attah |
| Beixi moshuo (Behemoth)                 | Zhao Liang                   | China, Frankreich                          | Dokumentarfilm |
| A Bigger Splash                         | Luca Guadagnino              | Italien, Frankreich                        | Tilda Swinton, Ralph Fiennes, Matthias Schoenaerts, Dakota Johnson, Corrado Guzzanti                                              |
| El Clan                                 | Pablo Trapero                | Argentinien, Spanien                       | Guillermo Francella, Peter Lanzani                                                                                                |
| The Danish Girl                         | Tom Hooper                   | Vereinigtes Königreich, Vereinigte Staaten | Eddie Redmayne, Alicia Vikander, Amber Heard, Sebastian Koch, Ben Whishaw, Matthias Schoenaerts                                   |
| Desde allá                              | Lorenzo Vigas                | Venezuela, Mexiko                          | Alfredo Castro, Luis Silva |
| The Endless River                       | Oliver Hermanus              | Südafrika, Frankreich                      | Nicolas Duvauchelle, Crystal-Donna Roberts, Clayton Evertson, Darren Kelfkens, Denise Newman                                      |
| Equals                                  | Drake Doremus                | Vereinigte Staaten                         | Kristen Stewart, Nicholas Hoult, Guy Pearce, Jacki Weaver                                                                         |
| Francofonia                             | Alexander Sokurow            | Frankreich, Deutschland, Niederlande       | Louis-Do de Lencquesaing, Benjamin Utzerath, Vincent Nemeth, Johanna Korthals Altes, Jean-Claude Caër, Andrey Chelpanov           |
| Heart of a Dog                          | Laurie Anderson              | Vereinigte Staaten                         | Laurie Anderson |
| L’Hermine                               | Christian Vincent            | Frankreich                                 | Fabrice Luchini, Sidse Babett Knudsen                                                                                             |
| Looking for Grace                       | Sue Brooks                   | Australien                                 | Richard Roxburgh, Radha Mitchell, Odessa Young, Terry Norris, Harry Richardson                                                    |
| Marguerite                              | Xavier Giannoli              | Frankreich, Tschechische Republik, Belgien | Catherine Frot, André Marcon, Michel Fau, Christa Théret, Denis Mpunga, Sylvain Dieuaide                                          |
| Per amor vostro                         | Giuseppe Gaudino             | Italien, Frankreich                        | Valeria Golino, Massimiliano Gallo, Adriano Giannini                                                                              |
| Rabin, the last Day                     | Amos Gitai                   | Israel, Frankreich                         | Ischac Hiskiya, Pini Mitelman, Michael Warshaviak, Einat Weizman, Rotem Keinan, Yogev Yefet, Yaël Abecassis                       |
| Remember                                | Atom Egoyan                  | Kanada, Deutschland                        | Christopher Plummer, Martin Landau, Dean Norris, Bruno Ganz, Jürgen Prochnow, Heinz Lieven                                        |
| Sangue del mio sangue                   | Marco Bellocchio             | Italien, Frankreich, Schweiz               | Roberto Herlitzka, Pier Giorgio Bellocchio, Lydiya Liberman, Fausto Russo Alesi, Alba Rohrwacher, Federica Fracassi, Filippo Timi |

Außer Konkurrenz
Spiel- und Kurzfilme:
- Black Mass (Vereinigte Staaten) – Regie: Scott Cooper (mit Johnny Depp, Joel Edgerton, Benedict Cumberbatch, Rory Cochrane, Jesse Plemons, Dakota Johnson, Peter Sarsgaard, Kevin Bacon)
- La calle de la amargura (Mexiko, Spanien) – Regie: Arturo Ripstein (mit Patricia Reyes Spíndola, Nora Velázquez, Sylvia Pasquel, Arcelia Ramírez, Alejandro Suárez, Alberto Estrella)
- Everest (Eröffnungsfilm; Vereinigtes Königreich, Vereinigte Staaten) – Regie: Baltasar Kormákur (mit Jason Clarke, Josh Brolin, John Hawkes, Robin Wright, Michael Kelly, Sam Worthington, Keira Knightley, Emily Watson, Jake Gyllenhaal)
- Blackway – Auf dem Pfad der Rache (Go with Me später Blackway, Vereinigte Staaten, Kanada, Schweden) – Regie: Daniel Alfredson (mit Anthony Hopkins, Julia Stiles, Ray Liotta, Alexander Ludwig, Hal Holbrook, Steve Bacic, Lochlyn Munro)
- Lao pao er (Mr Six; Abschlussfilm, China) – Regie: Hu Guan (mit Feng Xiaogang)
- Das Leben und nichts anderes (La Vie et rien d’autre, Frankreich) – Regie: Bertrand Tavernier (mit Philippe Noiret, Sabine Azéma) – Wiederaufführung des Films von 1989
- Na ri xiawu (Afternoon, Taiwan) – Regie: Tsai Ming-liang (mit Tsai Ming-liang, Lee Kang-sheng)
- Non essere cattivo (Italien) – Regie: Claudio Caligari (mit Luca Marinelli, Alessandro Borghi, Silvia D’Amico, Roberta Mattei)
- Spotlight (Vereinigte Staaten) – Regie: Tom McCarthy (mit Michael Keaton, Mark Ruffalo, Rachel McAdams, Stanley Tucci, Liev Schreiber, Brian d’Arcy James)

Martin Scorseses angemeldeter 17-minütiger Kurzfilm The Audition mit u. a. Robert De Niro, Leonardo DiCaprio und Brad Pitt in den Hauptrollen wurde vor der Eröffnung der Filmfestspiele zurückgezogen. Aufgrund „unerwarteter technischer Probleme“ sei Scorseses Regiearbeit nicht rechtzeitig zum Festival fertiggestellt worden.
Dokumentarfilme:
- De Palma (Vereinigte Staaten) – Regie: Noah Baumbach, Jake Paltrow
- L’Esercito Più Piccolo del Mondo (Vatikanstaat, Italien, Schweiz) – Regie: Gianfranco Pannone
- Human (Frankreich) – Regie: Yann Arthus-Bertrand
- In Jackson Heights (Vereinigte Staaten) – Regie: Frederick Wiseman
- Janis (Vereinigte Staaten) – Regie: Amy Berg
- I ricordi del fiume (Italien) – Regie: Gianluca und Massimiliano De Serio
- Sobytie (The Event; Niederlande, Belgien) – Regie: Sergei Loznitsa
- Winter on Fire (Ukraine) – Regie: Jewgeni Afinejewski

### Orizzonti

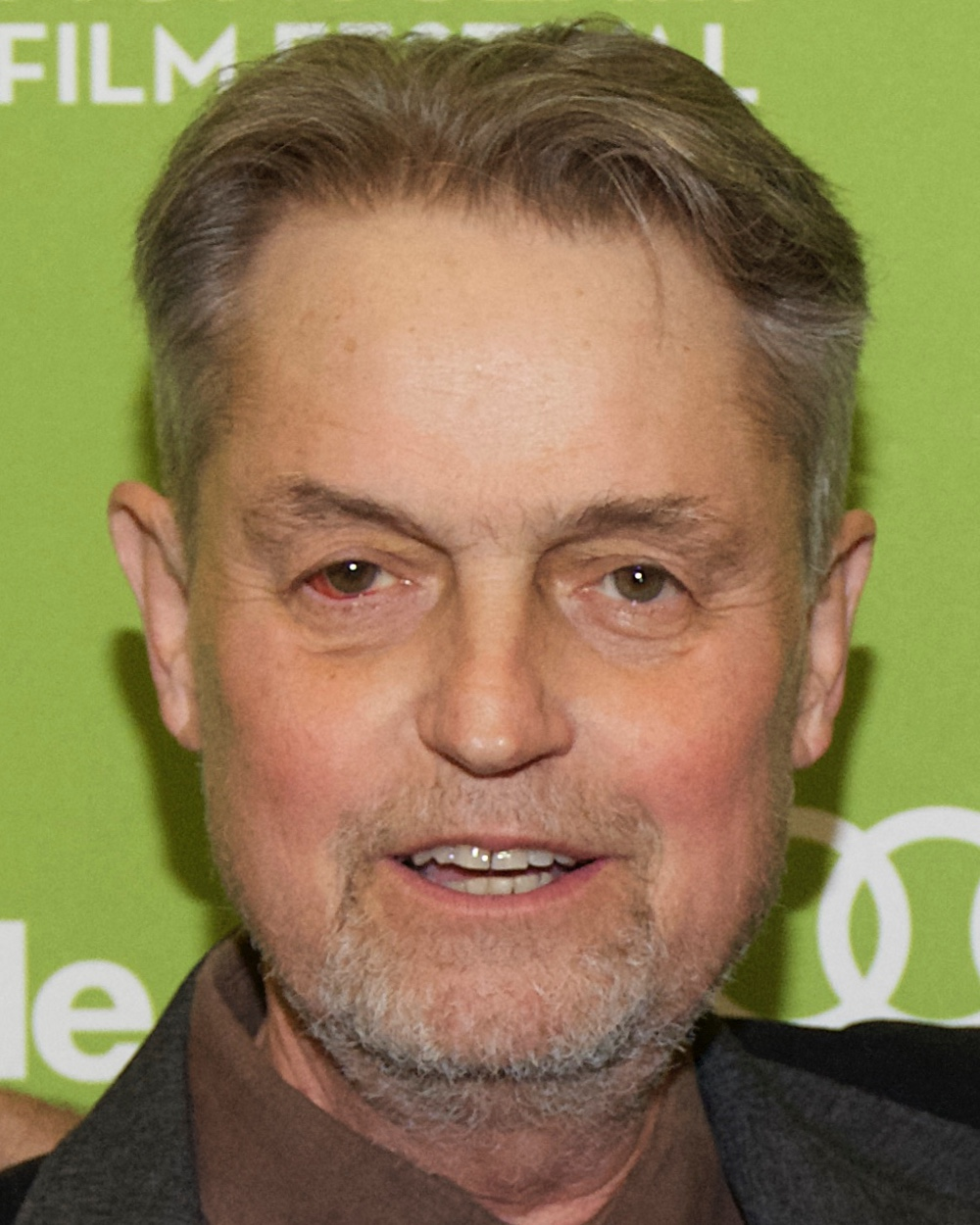
Jonathan Demme

Die Sektion Orizzonti (dt.: Horizonte) widmet sich neuen Trends im internationalen Film und stellt vor allem unkonventionelle Filme vor, darunter Spiel-, Dokumentar- und Experimentalfilme. Es werden sowohl Kurz- als auch Langfilme akzeptiert. Eröffnet wird die Reihe mit Un monstruo de mil cabezas (A Monster with a thousand Heads) von Rodrigo Plá.
Den Vorsitz der internationalen Jury hat der US-amerikanische Filmregisseur Jonathan Demme (im Verlauf des Filmfestivals wird er mit dem Persol Tribute to Visionary Talent Award ausgezeichnet). Ihm zur Seite stehen folgende Jurymitglieder:
- Anita Caprioli, italienische Schauspielerin
- Fruit Chan, Hongkonger Filmregisseur (Teilnehmer am Wettbewerb 2000 und 2001)
- Alix Delaporte, französische Filmregisseurin und Drehbuchautorin (Teilnehmerin am Wettbewerb 2014)
- Paz Vega, spanische Schauspielerin

| Filmtitel                                                    | Regie                   | Produktionsland                                     | Darsteller (Auswahl)                                                                                       |
| ------------------------------------------------------------ | ----------------------- | --------------------------------------------------- | --- |
| The Childhood of a Leader                                    | Brady Corbet            | Vereinigtes Königreich, Ungarn, Belgien, Frankreich | Liam Cunningham, Bérénice Bejo, Stacy Martin, Yolande Moreau, Tom Sweet, Robert Pattinson                  |
| Boi Neon                                                     | Gabriel Mascaro         | Brasilien, Uruguay, Niederlande                     | Juliano Cazarré, Maeve Jinkings, Aline Santana, Carlos Pessoa, Vinicíus de Oliveira                        |
| Chaharshanbeh, 19 ordibehesht (Wednesday, May 9)             | Vahid Jalilvand         | Iran                                                | Niki Karimi, Amir Aghaee, Shahrokh Forootanian, Vahid Jalilvand                                            |
| A Copy of my Mind                                            | Joko Anwar              | Indonesien, Südkorea                                | Tara Basro, Chicco Jerikho                                                                                 |
| Free in Deed                                                 | Jake Mahaffy            | Vereinigte Staaten, Neuseeland                      | David Harewood, Edwina Findley                                                                             |
| Interruption                                                 | Yorgos Zois             | Griechenland, Frankreich, Kroatien                  | David Harewood, Edwina Findley                                                                             |
| Italian Gangster                                             | Renato de Maria         | Italien                                             | Andrea Di Casa, Paolo Mazzatelli, Luca Micheletti, Aldo Ottobrino, Sergio Romano, Francesco Sferrazza Papa |
| Krigen (A War)                                               | Tobias Lindholm         | Dänemark                                            | Pilou Asbæk, Tuva Novotny                                                                                  |
| Lama Azavtani (Why hast thou forsaken Me?)                   | Hadar Morag             | Israel, Frankreich                                  | Muhammad Daas, Yuval Gurevich                                                                              |
| Madame Courage                                               | Merzak Allouache        | Algerien, Frankreich, Vereinigte Arabische Emirate  | Adlane Djemil, Lamia Bezouaoui, Leïla Tilmatine, Abdellatif Benahmed, Mohamed Takerret                     |
| Man Down                                                     | Dito Montiel            | Vereinigte Staaten                                  | Shia LaBeouf, Kate Mara, Jai Courtney, Gary Oldman                                                         |
| Mate-Me por Favor                                            | Anita Rocha da Silveira | Brasilien, Argentinien                              | Valentina Herszage, Mari Oliveira, Júlia Roliz, Dora Freind, Bernardo Marinho, Vitor Mayer                 |
| Un monstruo de mil cabezas (A Monster with a thousand Heads) | Rodrigo Plá             | Mexiko                                              | Jana Raluy, Emilio Echevarría, Sebastián Aguirre, Hugo Albores                                             |
| Mountain (Ha’har)                                            | Yaelle Kayam            | Israel                                              | Shani Klein, Avshalom Pollak, Haitham Ibrahem Omar                                                         |
| Pecore in erba                                               | Alberto Caviglia        | Italien                                             | Davide Giordano, Anna Ferruzzo, Bianca Nappi, Mimosa Campironi, Lorenza Indovina, Omero Antonutti          |
| Taj Mahal                                                    | Nicolas Saada           | Frankreich, Belgien                                 | Stacy Martin, Louis-Do de Lencquesaing, Gina McKee, Alba Rohrwacher                                        |
| Tempête                                                      | Samuel Collardey        | Frankreich                                          | Dominique Leborne, Mailys Leborne, Mattéo Leborne                                                          |
| Tharlo                                                       | Pema Tseden             | Volksrepublik China                                 | Shide Nyima, Yangshik Tso                                                                                  |
| Visaaranai (Interrogation)                                   | Vetri Maaran            | Indien                                              | Dinesh Ravi, Samuthira Kani, Murugadas Periyasamy                                                          |

| Filmtitel                                                             | Regie                        | Produktionsland         | Laufzeit | Darsteller (Auswahl)                                                              |
| --------------------------------------------------------------------- | ---------------------------- | ----------------------- | -------- | --------------------------------------------------------------------------------- |
| 55 Pastillas                                                          | Sebastián Muro               | Argentinien             | 13’      | Fidel Cuello Vitale, Valentina Britos, Camilo Cuello Vitale, Guillermo Tkach      |
| Belladonna                                                            | Dubravka Turic               | Kroatien                | 18’      | Aleksandra Naumov, Nada Ðurevska, Lana Baric, Anita Matkovic                      |
| Champ des possibles                                                   | Cristina Picchi              | Kanada                  | 13’      | Dokumentarfilm                                                                    |
| Dvorišta (Backyards)                                                  | Ivan Salatic                 | Montenegro              | 20’      | Marko Stibohar, Luka Petrone, Sara Kosovac                                        |
| En defensa propia                                                     | Mariana Arriaga              | Mexiko                  | 15’      | Mauricio Isaac, Emilio Echevarría                                                 |
| E.T.E.R.N.I.T.                                                        | Giovanni Aloi                | Frankreich              | 11’      | Ali Salhi, Serena Grandi                                                          |
| Hou (Monkey)                                                          | Shen Jie                     | China                   | 5’       | Animationsfilm                                                                    |
| It seems to hang on                                                   | Kevin Jerome Everson         | Vereinigte Staaten      | 20’      | Lynnette Freeman, Ricky Goldman                                                   |
| Jer gun muer rao jer gun (The young man who came from the Chee River) | Wichanon Somujarn            | Thailand                | 16’      | Yingyong Wongtakee, Teerana Khareram                                              |
| New Eyes                                                              | Hiwot Admasu Getaneh         | Frankreich, Deutschland | 11’      | Selam Fikadu, Berite Eshetu, Surafel Tsegaye, Feven Teshome                       |
| Oh Gallow Lay                                                         | Julian Wayser                | Vereinigte Staaten      | 20’      | John Robinson, Jason Ritter, Kelsey Sanders, Andoni Anastasse                     |
| Seide                                                                 | Elnura Osmonalijewa          | Kirgisistan             | 15’      | Kaliman Kalybek Kyzy, Kanat Abdrakhmanov, Razha Alieva                            |
| Tarântula                                                             | Aly Muritiba Marja Calafange | Brasilien               | 20’      | Malu Zanetti Domingues, Luma Domingues Zanetti, Giuly Biancato, Ana Clara Fischer |
| Violence en Réunion                                                   | Karim Boukercha              | Frankreich              | 14’      | Vincent Cassel                                                                    |

Außer Konkurrenz:
- Zero (Vereinigte Staaten, Vereinigtes Königreich, Spanien, Mexiko), 28 min – Regie: David Victori (mit Ryan Eggold, Felix Avitia, David Atkinson)

### Venezia Classici
Die Reihe Venezia Classici (englisch Venice Classics) präsentiert seit 2012 restaurierte Filmklassiker sowie Dokumentarfilme über das Filmemachen und einzelne Filmschaffende. Bestandteil ist die Vergabe von Preisen für den am besten restaurierten Film und die beste Kinodokumentation, die von einer Jury aus Filmstudenten unter Leitung des italienischen Filmregisseurs Francesco Patierno vergeben wird.
Restaurierte Filme
- Die 120 Tage von Sodom (Salò o le 120 giornate di Sodoma) von Pier Paolo Pasolini (Italien, 1975) – restauriert durch die Cineteca di Bologna und CSC – Cineteca Nazionale, in Zusammenarbeit mit Alberto Grimaldi
- Alexander Newski (Александр Невский) von Sergei Eisenstein (Sowjetunion, 1938) – restauriert durch Mosfilm
- Amarcord von Federico Fellini (Italien, 1973) – restauriert durch die Cineteca di Bologna mit Unterstützung von yoox.com und unter Mitwirkung der Comune di Rimini. In Zusammenarbeit mit Cristaldifilm und Warner Bros.
- Dämon Geld (Apenas un delincuente) von Hugo Fregonese (Argentinien, 1949) – restauriert durch das Museo del Cine y Filmoteca Buenos Aires
- Die Enttäuschten (Le beau Serge) von Claude Chabrol (Frankreich, 1958) – restauriert durch Gaumont
- Eva und der Priester (Léon Morin, prêtre) von Jean-Pierre Melville (Frankreich, 1961) – restauriert durch Studiocanal
- Die fernen Tage meiner Kindheit (Fenggui lai de ren, 風櫃來的人) von Hou Hsiao-Hsien (Taiwan, 1983) – restauriert durch die Cinémathèque royale de Belgique in Zusammenarbeit mit dem Regisseur und dem World Cinema Project von The Film Foundation
- Ein himmlischer Sünder (Heaven Can Wait) von Ernst Lubitsch (Vereinigte Staaten, 1943) – restauriert durch The Film Foundation
- Hoffnung (Umut) von Yılmaz Güney (Türkei, 1970) – restauriert durch das türkische Ministerium für Kultur und Tourismus
- Irrtum im Jenseits (A Matter of Life and Death) von Michael Powell und Emeric Pressburger (Vereinigtes Königreich, 1946) – in Zusammenarbeit mit Park Circus Limited
- I mostri von Dino Risi (Italien, 1963) – restauriert durch das Museo Nazionale del Cinema, Fondazione Maria Adriana Prolo und Cineteca di Bologna in Zusammenarbeit mit Rti-Mediaset, Lyon Film und Surf Film
- The Power and the Glory von William K. Howard (Vereinigte Staaten, 1933) – restauriert durch 20th Century Fox
- Pyaasa (प्यासा) von Guru Dutt (Indien, 1957) – restauriert durch Ultra Media & Entertainment Pvt. Ltd.
- Rotbart (Akahige, 赤ひげ) von Akira Kurosawa (Japan, 1965) – restauriert durch Tōhō Co., Ltd.
- Sonnenstrahl von Pál Fejös (Deutschland/Österreich, 1933) – restauriert in Zusammenarbeit mit dem Filmarchiv Austria
- Tödliche Leidenschaft (Pattes blanches) von Jean Grémillon – restauriert durch Gaumont
- The Trial of Vivienne Ware von William K. Howard (Vereinigte Staaten, 1932) – restauriert durch das Museum of Modern Art
- Venise – Dokumentarfilm von Gaumont (Frankreich, 1912) – restauriert von Gaumont
- Vogliamo i colonnelli von Mario Monicelli (Italien, 1973) – restauriert durch CSC – Cineteca Nazionale in Zusammenarbeit mit Dean Film
- Die Wölfin von Kalabrien (La Lupa) von Alberto Lattuada (Italien, 1953) – restauriert durch CSC – Cineteca Nazionale in Zusammenarbeit mit Filmauro
- Zorniger Schlaf (To Sleep with Anger) von Charles Burnett (Vereinigte Staaten, 1990) – restauriert durch Sony Pictures

Der Preisträger des Goldenen Löwen für ein Lebenswerk, Bertrand Tavernier, wird persönlich Irrtum im Jenseits, Sonnenstrahl, Tödliche Leidenschaft und Die Wölfin von Kalabrien vorstellen.
Dokumentarfilme
- The 1000 Eyes of Dr Maddin – Regie: Yves Montmayeur (Frankreich)
- Alfredo Bini, the unexpected Guest – Regie: Simone Isola (Italien)
- Dietro gli occhiali bianchi – Regie: Valerio Ruiz (Italien)
- A Flickering Truth – Regie: Pietra Brettkelly (Neuseeland, Afghanistan)
- For the Love of a Man – Regie: Rinku Kalsy (Indien)
- Helmut Berger, Actor – Regie: Andreas Horvath (Österreich)
- Jacques Tourneur le médium (Filmer l’invisible) – Regie: Alain Mazars (Frankreich)
- Mifune: The Last Samurai – Regie: Steven Okazaki (Japan)

## Unabhängige Filmreihen
Parallel zum Filmfestival finden zwei unabhängige Filmreihen statt:

### Settimana Internazionale della Critica
Die italienische Filmkritikervereinigung Sindacato Nazionale Critici Cinematografici Italiani veranstaltet die Internationale Kritikerwoche (Settimana Internazionale della Critica – SIC), bei der internationale Debütfilme von einer unabhängigen Kommission ausgewählt werden. Diese stellte ihr Programm am 23. Juli 2015 vor. Zum 30. Jubiläum der Filmreihe wurde außerdem in einer Umfrage der Filmkritikervereinigung ein Spezialpreis („SIC 30“) an den besten Debütfilm aller bisheriger Auflagen vergeben. Als Sieger ging die 1998 in der Reihe vorgestellte Tragikomödie Orphans von Peter Mullan hervor, die 2015 die Internationale Kritikerwoche auch eröffnen wird.
| Filmtitel                  | Regie                      | Produktionsland                          | Darsteller (Auswahl) |
| -------------------------- | -------------------------- | ---------------------------------------- | --- |
| Ana Yurdu (Motherland)     | Senem Tüzen                | Türkei, Griechenland                     | Esra Bezen Bilgin, Nihal Koldas, Semih Aydin, Fatma Kisa                                                                                                  |
| Banat (The Journey)        | Adrian Valerio             | Italien, Rumänien, Bulgarien, Mazedonien | Edoardo Gabbriellini, Elena Radonicich, Piera Degli Esposti, Stefan Velniciuc, Owanes Torossjan                                                           |
| Kalo Pothi (The Black Hen) | Min Bahadur Bham           | Nepal, Frankreich, Deutschland           | Khadka Raj Nepali, Sukra Raj Rokaya, Jit Bahadur Malla, Hansha Khadka                                                                                     |
| Light Years                | Esther May Campbell        | Vereinigtes Königreich                   | Beth Orton, Muhammet Uzuner, Zamiera Fuller, Sophie Burton, James Stucky                                                                                  |
| Montanha (Mountain)        | João Salaviza              | Portugal, Frankreich                     | David Mourato, Rodrigo Perdigão, Cheyenne Domingues, Maria João Pinho                                                                                     |
| The Return                 | Green Zeng                 | Singapur                                 | Chen Tianxiang, Vincent Tee, Tan Beng Chiak, Gary Tang, Evelyn Wang, Wong Kai Tow, Isaiah Lee, Eugene Tan, Shan Rievan                                    |
| Tanna                      | Martin Butler Bentley Dean | Australien, Vanuatu                      | Mungau Dain, Marie Wawa, Marceline Rofit, Chief Charlie Kahla, Albi Nangia, Lingai Kowia, Dadwa Mungau, Linette Yowayin, Kapan Cook, Chief Mikum Tainakou |

Außer Konkurrenz
- Bagnoli Jungle (Italien) – Regie: Antonio Capuano (Abschlussfilm; mit Antonio Casagrande, Luigi Attrice, Marco Grieco)
- Jia (The Family, Volksrepublik China/Australien) – Regie: Liu Shumin (Voreröffnungsfilm – „Special Event“, mit Deng Shoufang, Liu Lijie, Liu Xiaomin, Jiang Jiangsheng, Chen Erya, Huang Liqin, Liao Zepeng, Liu Xujun)
- Orphans (Vereinigtes Königreich) – Regie: Peter Mullan (Eröffnungsfilm; mit Gary Lewis, Douglas Henshall, Rosemarie Stevenson, Stephen McCole, Frank Gallagher, Alex Norton)

### Giornate degli Autori – Venice Days
Die Associazione Nazionale Autori Cinematografici (ANAC) bereitet gemeinsam mit der Associazione Autori e Produttori Indipendenti (API) die Giornate degli Autori – Venice Days vor, die italienische und ausländische Spiel- und Dokumentarfilme zeigt. Präsentiert wurde das Programm am 24. Juli 2015 in Rom.
| Filmtitel                                           | Regie             | Produktionsland                                             | Darsteller (Auswahl) |
| --------------------------------------------------- | ----------------- | ----------------------------------------------------------- | --- |
| Anrufer unbekannt (Eröffnungsfilm) (El desconocido) | Dani de la Torre  | Spanien                                                     | Luis Tosar, Javier Gutiérrez, Elvira Mínguez                                                                                      |
| Arianna                                             | Carlo Lavagna     | Italien                                                     | Ondina Quadri, Massimo Popolizio, Valentina Carnelutti                                                                            |
| Early Winter                                        | Michael Rowe      | Australien, Kanada                                          | Paul Doucet, Suzanne Clément |
| Island City                                         | Ruchika Oberoi    | Indien                                                      | Vinay Pathak, Amruta Subhash, Tannishtha Chatterjee                                                                               |
| Klezmer                                             | Piotr Chrzan      | Polen                                                       | Leslaw Zurek, Dorota Kuduk, Weronika Lewon, Szymon Nowak                                                                          |
| Lolo – Drei ist einer zu viel (Lolo)                | Julie Delpy       | Frankreich                                                  | Julie Delpy, Dany Boon, Vincent Lacoste, Karin Viard                                                                              |
| La memoria del agua                                 | Matías Bize       | Chile                                                       | Elena Anaya, Benjamín Vicuña |
| Kaum öffne ich die Augen (À peine j’ouvre les yeux) | Leyla Bouzid      | Frankreich, Tunesien, Belgien, Vereinigte Arabische Emirate | Baya Medhaffer, Ghalia Benali, Montassar Ayari, Aymen Omrani, Lassaad Jamoussi, Deena Abdelwahed, Youssef Soltana, Marwen Soltana |
| La prima luce                                       | Vincenzo Marra    | Italien, Chile                                              | Riccardo Scamarcio, Daniela Ramirez, Luis Gnecco, Alejandro Goic                                                                  |
| Underground Fragrance                               | Song Pengfei      | Frankreich, Volksrepublik China                             | Ying Ze, Luo Wenjie, Zhao Fuyu, Li Xiaohul, Lin Xiaochu                                                                           |
| Viva la sposa                                       | Ascanio Celestini | Italien, Frankreich, Belgien                                | Ascanio Celestini, Alba Rohrwacher, Salvatore Striano, Francesco De Miranda                                                       |
| Die Wildente (Abschlussfilm) (The Daughter)         | Simon Stone       | Australien                                                  | Geoffrey Rush, Miranda Otto, Sam Neill, Paul Schneider                                                                            |

| Filmtitel                                 | Regie            | Produktionsland     | Laufzeit | Darsteller (Auswahl)                       |
| ----------------------------------------- | ---------------- | ------------------- | -------- | ------------------------------------------ |
| #9 de djess (Miu Miu Women’s Tales)       | Alice Rohrwacher | Italien             | 15’      | Yanet Mojica, Alba Rohrwacher              |
| #10 Les 3 boutons (Miu Miu Women’s Tales) | Agnès Varda      | Frankreich, Italien | 15’      | Jasmine Thire, Michel Jeannès, Jacky Patin |

Sonderaufführungen und -projekte:
- AA.VV. – Milano 2015 (Italien) – Regie: Elio, Roberto Bolle, Silvio Soldini, Walter Veltroni, Cristiana Capotondi, Giorgio Diritti
- Bangland (Italien) – Regie: Lorenzo Berghella (Animationsfilm)
- Harry’s Bar (Italien) – Regie: Carlotta Cerquetti
- Il paese dove gli alberi volano – Eugenio Barba e i giorni dell’Odin (Italien) – Regie: Davide Barlett und Jacopo Quadri
- Innocence of Memories – Orhan Pamuk’s Museum and Istanbul (Vereinigtes Königreich, Irland, Italien) – Regie: Grant Gee
- Ma (Vereinigte Staaten) – Regie: Celia Rowlson Hall
- I sogni del lago salato (Italien) – Regie: Andrea Segre
- Viva Ingrid! (Italien) – Regie: Alessandro Rossellini (Kurzfilm, 19 min)
- Zonda, folclore argentino (Argentina, Spanien, Frankreich) – Regie: Carlos Saura

LUX-Filmpreis:
- Mediterranea (Italien, Vereinigte Staaten, Deutschland, Frankreich, Katar) – Regie: Jonas Carpignan
- Mustang (Frankreich, Deutschland, Türkei, Qatar) – Regie: Deniz Gamze Ergüven
- Die Lektion (Bulgarien, Griechenland) – Regie: Kristina Grosewa und Petar Waltschanow

## Auszeichnungen
Übersicht über die während des Festivals vergebenen Preise:
Internationaler Wettbewerb um den Goldenen Löwen:
- Goldener Löwe: Desde allá – Regie: Lorenzo Vigas
- Silberner Löwe – Beste Regie: Pablo Trapero (El Clan)
- Großer Preis der Jury: Anomalisa – Regie: Charlie Kaufman und Duke Johnson
- Spezialpreis der Jury: Abluka – Jeder misstraut jedem – Regie: Emin Alper
- Coppa Volpi – Bester Darsteller: Fabrice Luchini (L’Hermine)
- Coppa Volpi – Beste Darstellerin: Valeria Golino (Per amor vostro)
- Marcello-Mastroianni-Preis: Abraham Attah (Beasts of No Nation)
- Bestes Drehbuch: Christian Vincent (L’Hermine)

Orizzonti:
- Premio Orizzonti – Bester Film: Free in Deed – Regie: Jake Mahaffy
- Spezialpreis: Boi Neon – Regie: Gabriel Mascaro
- Beste/-r Darsteller/-in: Dominique Leborne (Tempête)
- Bester Kurzfilm: Belladonna – Regie: Dubravka Turic
- Kurzfilm-Nominierung für den Europäischen Filmpreis: E.T.E.R.N.I.T. – Regie: Giovanni Aloi

Venezia Classici:
- Beste Kino-Dokumentation: The 1000 Eyes of Dr Maddin – Regie: Yves Montmayeur
- Beste Filmrestauration: Die 120 Tage von Sodom – Regie: Pier Paolo Pasolini

Weitere Auszeichnungen:
- Goldener Löwe für sein Lebenswerk: Bertrand Tavernier
- Premio Luigi De Laurentiis – Bester Debütfilm: The Childhood of a Leader – Regie: Brady Corbet
- Jaeger-LeCoultre Glory to the Filmmaker Award: Brian De Palma
- Persol Tribute to Visionary Talent Award: Jonathan Demme
- L’Oréal-Paris-Preis für das Kino: Valeria Bilello
- FIPRESCI-Preis: Sangue del mio sangue – Regie: Marco Bellocchio
- SIGNIS-Preis: Beixi moshuo – Regie: Zhao Liang
- SIGNIS-Preis – Spezielle Erwähnung: L’attesa – Regie: Piero Messina
- Leoncino d’Oro Agiscuola per il Cinema Award: L’attesa – Regie: Piero Messina
- Francesco-Pasinetti-Preis: Non essere cattivo – Regie: Claudio Caligari
- Francesco-Pasinetti-Preis – Bester Darsteller: Luca Marinelli (Non essere cattivo)
- Francesco-Pasinetti-Preis – Beste Darstellerin: Valeria Golino (Per amor vostro)
- Francesco-Pasinetti-Preis – Spezialpreis: La prima luce – Regie: Vincenzo Marra
- Brian Award: Spotlight – Regie: Tom McCarthy
- Queer Lion Award: The Danish Girl – Regie: Tom Hooper
- Queer Lion Award – Spezielle Erwähnung: Baby Bump – Regie: Kuba Czekaj
- Arca CinemaGiovani Award – Bester Film im Wettbewerb um den Goldenen Löwen: Abluka – Jeder misstraut jedem – Regie: Emin Alper
- Arca CinemaGiovani Award – Bester italienischer Film: Pecore in erba – Regie: Alberto Caviglia
- FEDIC-Preis: Non essere cattivo – Regie: Claudio Caligari
- FEDIC-Preis – Spezielle Erwähnung: L’attesa – Regie: Piero Messina
- Fondazione-Mimmo-Rotella-Preis: Francofonia – Regie: Alexander Sokurow
- Fondazione-Mimmo-Rotella-Spezialpreis: Johnny Depp und Terry Gilliam (Black Mass)
- Future Film Festival Digital Award: Anomalisa – Regie: Charlie Kaufman und Duke Johnson
- P.-Nazareno-Taddei-Preis: Marguerite – Regie: Xavier Giannoli
- Lanterna-Magica-Preis: Blanka – Regie: Kohki Hasei
- Open Award: Harry’s Bar – Regie: Carlotta Cerquetti
- Lina-Mangiacapre-Preis: Heart of a Dog – Regie: Laurie Anderson
- Goldene Maus: Rabin, the last day – Regie: Amos Gitai
- Silberne Maus: Spotlight – Regie: Tom McCarthy
- Gillo Pontecorvo – Arcobaleno-Latino-Preis: Non essere cattivo – Regie: Claudio Caligari
- INTERFILM-Preis: Wednesday, May 9 – Regie: Vahid Jalilvand
- Preis der Jugendjury des Vittorio Veneto Film Festival: Remember – Regie: Atom Egoyan
- Preis der Jugendjury des Vittorio Veneto Film Festival – Spezielle Erwähnung: 11 minut – Regie: Jerzy Skolimowski
- „Civitas Vitae prossima“-Preis: Pecore in erba – Regie: Alberto Caviglia
- Green Drop Award: Beixi moshuo – Regie: Zhao Liang
- Soundtrack Stars Award: A Bigger Splash (Regie: Luca Guadagnino) und Equals (Regie: Drake Doremus)
- Soundtrack Stars Award – Preis für ein Lebenswerk: Nicola Piovani
- Schermi di Qualità – Carlo Mazzacurati Award: Non essere cattivo – Regie: Claudio Caligari
- Europa Cinemas Label Award (Beste europäischer Film in der Sektion Giornate degli Autori): Kaum öffne ich die Augen (À peine j’ouvre les yeux) – Regie: Leyla Bouzid
- Fedeora-Preis – Bester Film (Sektion Giornate degli Autori): Underground Fragrance – Regie: Song Pengfei
- Fedeora-Preis – Beste Regie (Sektion Giornate degli Autori): Ruchika Oberoi (Island City)
- Fedeora-Preis – Beste Darstellerin (Sektion Giornate degli Autori): Ondina Quadri (Arianna)
- Fedeora-Preis – Bester Film (Sektion Settimana Internazionale della Critica): Kalo Pothi – Regie: Bahadur Bham Min
- Fedeora-Preis – Beste Kamera (Sektion Settimana Internazionale della Critica): Bentley Dean (Tanna)
- Fedeora-Preis – Bester europäischer Film (Internationaler Wettbewerb um den Goldenen Löwen): Francofonia – Regie: Alexander Sokurow
- Human Rights Nights Award: Rabin, the last day – Regie: Amos Gitai
- AssoMusica “Ho visto una Canzone” Award: Song A cuor leggero von Riccardo Sinigallia aus dem Film Non essere cattivo
- “Sorriso diverso Venezia 2015” Award – Bester italienischer Film: Non essere cattivo – Regie: Claudio Caligari
- “Sorriso diverso Venezia 2015” Award – Bester fremdsprachiger Film: Blanka – Regie: Kohki Hasei
- Amnesty International Italia “Il cinema per i diritti umani” Award: Visaaranai – Regie: Vetri Maaran
- CITC – UNESCO 2015 Award: Beasts of No Nation – Regie: Cary Joji Fukunaga
- NuovoImaie Talent Award – Beste Schauspielerin in einem Debütfilm: Ondina Quadri (Arianna)
- NuovoImaie Talent Award – Bester italienischer Schauspieler in einem Debütfilm: Alessandro Borghi (Non bessere cattivo)
- Best Innovative Budget Award: A Bigger Splash – Regie: Luca Guadagnino